# 汤秉达
汤秉达（1909年—1996年），广东饶平人，香港工商界人物，香港中华总商会副会长、會長，中国民主建国会会员，第四、五、六、七届全国人大代表。